# Skenderbeg
Skenderbeg (Skanderbeg, alb. Gjergj Kastrioti, Đurađ Kastriot, Juraj Kastriotić Skenderbeg, Jure Kastriotić, Đuro Kastriotić, Đorđe Kastriotić; Kruja, 1405. – Lezha, hrv. Lješ, 17. siječnja 1468.), povijesni je nadimak albanskoga junaka Gjergja Kastriotija (Gjergj Kastrioti Skënderbeu, Đurađ Kastriot Skenderbeg), kneza Albanije, koji je postao narodnim junakom braneći svoju državu od Osmanlija. Njegova sestra Marija je bila supruga crnogorskoga vladara Stefana I. Crnojevića i majka njegovog sina Ivana Crnojevića.

## Obrana od Osmanlija
Kao dijete je odveden na turski dvor ili tijekom provođenja sustava danka u krvi, odnosno kako bi se osigurala vjernost njegovog oca turskoj vlasti. Tamo je poturčen te je završio Školu Enderun, janjičarsku školu i obuku. Nakon škole stupa u službu gdje napreduje vrlo brzo i postaje Sandžak-beg Debarskog sandžaka 1440. godine. Usprkos brzom napredovanju, već 1443. godine tijekom bitke kod Niša napušta (dezertira) tursku stranu a zatim osvaja važan grad Kruje, koji je u to doba bio glavni grad Albanije. Nakon toga osvaja okolne utvrde i proglašava se nasljednikom Balšića. Dobiva podršku Venecije te u gradu Lješu formira Lješku ligu. Skenderbeg je bio "Primus inter pares" (prvi među istima), a članovi lige su bili:
- Lek Zaharia (vladar Satija i Danja), s vazalima Palom i Nikolom Dukađinović,
- Petar Span (vladar planina iza Drivasta),
- Lek Dušmani (vladar Pulta),
- Đuro Strez Balša, i njegova braća Ivan i Gojko Strez Balša (vladari Mizije, područja između Bijelog Drima i Jadrana),
- Andrija Topia (vladar Skurije, područja između Drača i današnje Tirane) i nećak Tanuš,
- Đuro Arianit Komninović (vladar područja između od Drača do rijeke i Vjoše, koji je bio otac Skenderbegove žene, ali i konkurent Skenderbegu u nastojanju da bude glavni velikaš na ovom području,
- Teodor Corona Musachi (vladar Mizekije),
- Stefan I. Crnojević (vladar gornje Zete) i sinovi.

U ljeto 1444., na ravnici Torviola (donje Dibre) ujedinjena albanska vojska pod vodstvom Skenderbega porazila je tursku vojsku koju je vodio Ali Paša. Tijekom sljedećih nekoliko godina Skenderbeg je opetovano ratovao protiv turske vojske, nižući pobjede (Mokra dolina, Ohrid, Gornja Dibra,...). Stupa u rat s Venecijom zbog razmirica oko tvrđave Danj, te time dobiva novog jakog neprijatelja. Rat s Venecijom traje dvije godine i nakon poraza Venecije završava mirom u Lješu kojeg je ispregovatao Đorđe Pelini. Kako bi ojačao svoju poziciju, Skenderbeg sklapa savezništvo s kraljem Alfonsom V od Aragona, koja traje sve do njegove smrti. Nakon smrti Alfonsa V, Skenderbeg se miri s Venecijom, približava Papi ali ne napušta savezništvo s Aragonom, već održava veze s Ferdinandom I.
Kroz cijelo to vrijeme opetovano se bori protiv Turaka, sprječavajući njihovu ekspanziju. Umire od malarije 1468. nakon kratke bolesti.

## Skenderbeg u umjetnosti
Opjevan je u narodnim pjesmama i obrađen u književnosti kao lik romantičnog borca za slobodu. Pored narodnih epskih pjesnika, i nekoliko europskih umjetnika u njegovom je liku pronašlo inspiraciju. Tako je Antonio Vivaldi napisao operu Skenderbeg. Veliki dio svoje knjige Razgovor ugodni naroda slovinskoga Skenderbegu je posvetio i hrvatski književnik fra Andrija Kačić Miošić, koji opisuje život Skenderbega kroz pjesme.

## Narodne priče
Među Hrvatima na području Rame postoji narodna priča o tome da Jure Kastriotić vodi podrijetlo s toga prostora, te da je vodio boj protiv svog vlastitog brata; priča je zabilježena i u novijim vremenima.

## Vanjske poveznice
- „Skenderbeg: Albanski ratnik-kralj”  Arhivirana inačica izvorne stranice od 12. svibnja 2007. (Wayback Machine)